# Daniel Godenius
Daniel Godenius, född 8 januari 1782 i Malungs församling, död 7 juni 1850 i Malungs församling, var en svensk präst.

## Biografi
Daniel Godenius föddes 1782 i Malungs församling. Han var son till kyrkoherden Daniel Godenius och Eleonora Catharina Edman. Godenius blev 1804 student vid Uppsala universitet och prästvigdes 8 januari 1807 till faderns biträde. Han blev 1810 komminister i Norrbärke församling och 1811 pastorsadjunkt i Malungs församling. Godenius avlade pastoralexamen 24 april 1813 och blev vice pastor i Äppelbo församling 1815. Den 4 december 1815 blev han kyrkoherde i Malungs församling med tillträde 1816 och blev prost 9 oktober 1824. Han utnämndes till kontraktsprost i Västerdals kontrakt i maj 1834 men blev på egen begäran entledigad från tjänsten 23 juli samma år. Godenius avled 1850 i Malungs församling och begravdes på den Godeniska gravplatsen på Malungs kyrkogård.

### Familj
Godenius gifte sig 16 oktober 1817 med sin kusin Helena Catharina Godenius (1785–1858), som var dotter till prosten Samuel Godenius i Gagnefs församling. De fick tillsammans dottern Sophia Euphrosyna Godenius som var gift med komminister Anders Gustaf Arlberg i Ramsbergs församling.